# Стружки вечери на поезията
Стружките вечери на поезията (на македонска литературна норма: Струшки вечери на поезијата) е фестивал за поетични четения на съвременни македонски и чуждестранни поети, организиран в Струга, днес Северна Македония. Той е един от най-големите поетични фестивали в света, който се провежда всяка година от 1962 година насам.

## История
Фестивалът стартира в 1962 година във формат само за поети от Социалистическа Република Македония, но в следващата година разширява списъка с участниците с поети от цяла Югославия. Определя се награда „Братя Миладиновци“ за най-добра книга на македонски литературен език. В 1966 година организираното събитие се превръща в международен културен фестивал. В същата година се създава наградата „Златен венец“ за изявени поети, чиито пръв носител е Роберт Рождественски. Някои от носителите са Уистън Хю Одън, Махмуд Дарвиш, Йосиф Бродски, Алън Гинсбърг, Булат Окуджава, Еудженио Монтале, Пабло Неруда, Леопол Седар Сенгор, Артур Лундквист, Ханс Магнус Енценсбергер, Йехуда Амихай, Шеймъс Хийни, Любомир Левчев и Блаже Конески.
В 1968 година се създава още една награда, наречена „Мостовете на Струга“, която се присъжда за най-добър поетичен дебют на млад автор. През дългото си съществуване фестивалът е домакин на над 4000 поети, преводачи, есеисти и литературни критици от 95 държави по света.